# 也门人口

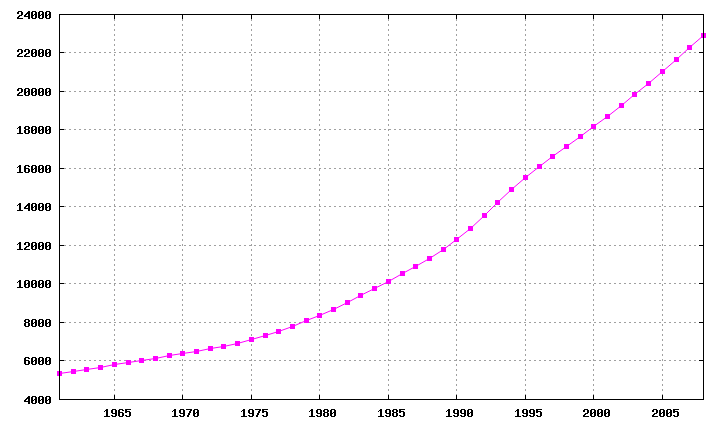
也门人口預計於2010年達2500萬

也门人口现有2301万（2008年）。绝大多数是阿拉伯人，官方语言为阿拉伯语。伊斯兰教为国教。
- 人口：23,013,376（2008年）
- 人口结构：
  - 0—14岁：46.2%（男性：5,415,385／女性：5,218,237）
  - 15—64岁：51.2%（男性：5,996,202／女性：5,795,779）
  - 65岁及以上：2.6%（男性：284,195／女性：303,578）（2008年）
- 年龄中位数：16.7岁（2008年）
- 人口增长率：3.46%（2008年）
- 出生率：42.42‰（2008年）
- 死亡率：7.83‰（2008年）
- 净移民率：0‰（2008年）
- 性别比例（男性比女性）：
  - 出生：1.05:1.00
  - 15岁以下：1.04:1.00
  - 15—64岁：1.03:1.00
  - 65岁及以上：0.94:1.00
  - 总人口：1.03:1.00（2008年）
- 婴儿死亡率：56.27‰（男性：60.78‰；女性：51.54‰）（2008年）
- 平均寿命：62.9岁（男性：60.96岁；女性：64.94岁；）（2008年）
- 生育率：每名妇女6.41个婴儿（2008年）
- 成人HIV/AIDS感染比例：0.1%（2001年）
- HIV/AIDS感染人数：12,000（2001年）
- HIV/AIDS死亡人数：0（2001年）
- 族群组成：阿拉伯人、南亞人、歐洲人
- 宗教：大部分信奉伊斯兰教（遜尼派沙斐儀教派、什葉派宰德教派），少數信奉猶太教、基督教和印度教
- 语言：阿拉伯语
- 识字率（2003年数据）：
  - 定义：15岁以上能够读写的人口比例
  - 总人口：50.2%
  - 男性：70.5%
  - 女性：30%